# Svenljunga landskommun
Svenljunga landskommun var en tidigare kommun i dåvarande Älvsborgs län.

## Administrativ historik
Den inrättades i Svenljunga socken i Kinds härad i Västergötland när 1862 års kommunalförordningar trädde i kraft.
1946 ombildades kommunen till Svenljunga köping som 1971 uppgick i Svenljunga kommun.

## Politik

### Mandatfördelning i Svenljunga landskommun 1938-1942
| 9 | 3 | 1 | 7 |

| 17 | 3 |

| 9 | 4 | 2 | 5 |

| 17 | 3 |